# Anneau de Gorenstein
Un anneau de Gorenstein est un anneau étudié en algèbre commutative, une branche des mathématiques. Un anneau de Gorenstein est un anneau de Cohen-Macaulay possédant certaines propriétés supplémentaires. Une singularité de Gorenstein est une singularité dont l'anneau local est un anneau de Gorenstein.
Les anneaux portent le nom de Daniel Gorenstein, même si ce dernier a toujours affirmé ne pas en comprendre la définition.
Dans la hiérarchie des anneaux, on a les inclusions suivantes :
Anneau universellement caténaire {\displaystyle \supset } anneau de Cohen-Macaulay {\displaystyle \supset } anneau de Gorenstein {\displaystyle \supset } anneau d'intersection complète {\displaystyle \supset } anneau local régulier.
Les anneaux considérés dans cette page sont commutatifs et unitaires. Les morphismes d'anneau envoient l'élément unité sur l'élément unité.

## Définition
Soit {\displaystyle R} un anneau local noethérien  de  dimension {\displaystyle d} avec son idéal maximal noté {\displaystyle m}. Un ensemble {\displaystyle \{a_{1},\dots ,a_{d}\}} est appelé un système de paramètres de {\displaystyle R} s'il engendre  un  idéal primaire. On peut montrer qu'un anneau local noéthérien possède toujours un système de paramètres.
Soit {\displaystyle R} un anneau de Cohen-Macaulay avec idéal maximal {\displaystyle m}, soit {\displaystyle \{a_{1},\dots ,a_{n}\}} un système de paramètres et soit {\displaystyle q=(a_{1},\dots ,a_{n})} l'idéal primaire correspondant. Le nombre
{\displaystyle r:=\mathrm {dim} _{R/m}\{{\bar {r}}\in R/q|m\cdot r=0\}}
est indépendant du système de paramètres choisi et est appelé le type de {\displaystyle R}.
Un anneau Gorenstein local est, par définition, un anneau de  Cohen-Macaulay de type 1.
Un anneau noethérien {\displaystyle R} est un anneau de Gorenstein si toutes ses localisations d'idéaux maximaux sont des anneaux de Gorenstein locaux.
Cette définition est celle du livre de  Kunz 1980. Un anneau de Gorenstein est aussi défini fréquemment par la dimension injective.

## Propriétés
- {\displaystyle R} Un anneau de Cohen-Macaulay local est un anneau de Gorenstein si et seulement si l'idéal engendré par un système de paramètres est irréductible.
- Un anneau noethérien local est un anneau de Gorenstein si et seulement si sa dimension injective est finie.
- Tout anneau local régulier est un anneau de Gorenstein.
- Un anneau d'intersection complète est une anneau de Gorenstein, et notamment un anneau local régulier.

## Exemples
- Soit {\displaystyle K} un corps ;  la variété composée de l'axe des {\displaystyle X} et de l'axe des {\displaystyle Y} est décrite par l'anneau de coordonnées {\displaystyle K[X,Z]/(XY)}.

Le point d'intersection est décrit par l'anneau
{\displaystyle R=(K[X,Y]/(XY))_{(X,Y)}}
Il est une singularité parce que {\displaystyle R} est unidimensionnel, mais l'idéal maximum de {\displaystyle R} ne peut être engendré que par deux éléments. {\displaystyle R} un anneau de Gorenstein, parce que tout élément régulier contenu dans l'idéal maximal engendre une sous-variété irréductible.
- L'anneau {\displaystyle K[X,Y]/(X^{2},Y^{2},X\cdot Y)} est un anneau local de dimension 0. C'est  donc un anneau de Cohen-Macaulay. Mais ce n'est pas un anneau de Gorenstein, car l' idéal zéro, bien {\displaystyle m} -primaire, n'est pas irréductible, puisqu'il est l'intersection des idéaux {\displaystyle (X)} et {\displaystyle (Y)}.